# Air Battalion Royal Engineers
L'Air Battalion Royal Engineers (ABRE) fut la première unité volante des forces armées britanniques à utiliser des engins plus lourds que l'air. Fondé en 1911, le bataillon devint en 1912 une partie du Royal Flying Corps, qui à son tour évolua pour devenir la Royal Air Force.